# Julie Cobb

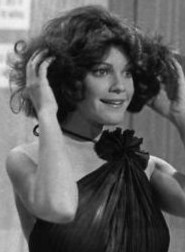
Julie Cobb (1977)

Julie Frances Cobb (* 29. Mai 1947 in Los Angeles, Kalifornien) ist eine US-amerikanische Film-, Fernseh- und Theaterschauspielerin.

## Leben
Cobb ist die Tochter der Schauspieler Helen Beverly und Lee J. Cobb. Ihr Fernsehdebüt gab sie 1968 in der Folge Stein und Staub der Science-Fiction-Serie Raumschiff Enterprise in der sie die Yeoman Leslie Thompson spielte, die einzige weibliche Redshirt der Serie, die jemals starb. Es folgten zahlreiche Auftritte in verschiedenen Film- und Fernsehproduktionen, wobei sie meist Gastrollen in Serien innehatte. 1977 verkörperte sie die Trish in der kurzlebigen Sitcom A Year at the Top. Von 1984 bis 1985 spielte sie in der Sitcom Charles in Charge die Matriarchin der Pembroke Familie, Jill Pembroke. In der Serie Whatta Lark war sie von 2017 bis 2018 als Diane Revere zu sehen.
Sie spielte auch in mehreren Kinofilmen, so etwa in Nur du und ich (1979), Stimme des Todes (1989), Rendezvous im Jenseits (1991) und Jelly (2010). Zu den Fernsehfilmen, in denen sie auftrat, gehören Brennen muss Salem (1979) und Brave New World (1980). Im Jahr 2014 führte sie Regie und schrieb sie das Drehbuch für den Kurzfilm Night Vet, der auf dem Lady Filmmakers Festival als bester Kurzfilm ausgezeichnet wurde.
Als Theaterschaffende gewann sie für ihre Rolle als Maggie in einer Aufführung von Arthur Millers Bühnenwerk After the Fall einen Los Angeles Drama Critics Circle Award und für ihre Inszenierung von Reginald Roses Twelve Angry Men einen Drama-Logue Award. Sie ist ebenfalls als Schriftstellerin tätig. Ihre Kolumne The Path erschien jahrelang in der Zeitschrift Country Connections.
Cobb war viermal verheiratet. Von 1970 bis 1971 mit dem Schauspieler Jerry Hoffman, von 1976 bis 1977 mit dem Schauspieler und Regisseur Victor French, von 1978 bis 1985 mit dem Filmproduzenten Christopher Morgan und von 1986 bis 2006 mit dem Schauspieler James Cromwell. Aus dritter Ehe ging eine Tochter, die Schauspielerin Rosemary Morgan, hervor.

## Filmografie

### Filme
- 1974: The Death Squad (Fernsehfilm)
- 1974: The Second Coming of Suzanne
- 1976: State Fair (Fernsehfilm)
- 1978: Cowboy mit 300 PS (Steel Cowboy, Fernsehfilm)
- 1979: Brennen muss Salem (Salem’s Lot, Fernsehfilm)
- 1979: Nur du und ich (Just You and Me, Kid)
- 1980: Brave New World (Fernsehfilm)
- 1980: To Find My Son (Fernsehfilm)
- 1983: Großalarm im Krankenhaus (Uncommon Valor, Fernsehfilm)
- 1987: Geschäft mit dem Leben (Baby Girl Scott, Fernsehfilm)
- 1989: The Runnin’ Kind
- 1989: Stimme des Todes (Lisa)
- 1991: Rendezvous im Jenseits (Defending Your Life)
- 1991: Wildest Dreams (Fernsehfilm)
- 1995: Dr. Jekyll und Ms. Hyde (Dr. Jekyll and Ms. Hyde)
- 1995: Present Tense, Past Perfect (Kurzfilm)
- 2007: The Happiest Day of His Life
- 2010: Jelly
- 2014: Night Vet (Kurzfilm, als Regisseurin und Drehbuchautorin)
- 2015: Almost Midnight (Kurzfilm)

### Fernsehserien
- 1968: Raumschiff Enterprise (Star Trek, Folge 2x22: Stein und Staub)
- 1970: Wo die Liebe hinfällt (Love, American Style, eine Folge)
- 1970: Bracken’s World (eine Folge)
- 1971: Alias Smith und Jones (Alias Smith and Jones, eine Folge)
- 1971: Drei Mädchen und drei Jungen (The Brady Bunch, eine Folge)
- 1971: The D.A. (eine Folge)
- 1973: Cannon (eine Folge)
- 1973: Die Waltons (The Waltons, eine Folge)
- 1973–1974: Rauchende Colts (Gunsmoke, 2 Folgen)
- 1974: Dirty Sally (eine Folge)
- 1974: Petrocelli (eine Folge)
- 1975: Unsere kleine Farm (Little House on the Prairie, eine Folge)
- 1975: Dr. med. Marcus Welby (Marcus Welby, M.D., eine Folge)
- 1975: Medical Story (eine Folge)
- 1976: The Quest (eine Folge)
- 1977: The Fantastic Journey (eine Folge)
- 1977: A Year at the Top (5 Folgen)
- 1977: Rosetti and Ryan (eine Folge)
- 1978: CHiPs (eine Folge)
- 1978: Fantasy Island (eine Folge)
- 1978: Der unglaubliche Hulk (The Incredible Hulk, eine Folge)
- 1979: Kaz & Co (Kaz, eine Folge)
- 1979: Lou Grant (eine Folge)
- 1980: Hart aber herzlich (Hart to Hart; Fernsehserie, Folge Das Portrait)
- 1981: Ladies’ Man (2 Folgen)
- 1981: Riker (eine Folge)
- 1981: Die Supertypen (Concrete Cowboys, eine Folge)
- 1982: Unter der Sonne Kaliforniens (Knots Landing, eine Folge)
- 1982: Nachdenkliche Geschichten (Insight, eine Folge)
- 1983: The Mississippi (eine Folge)
- 1983: Detektei mit Hexerei (Tucker’s Witch, eine Folge)
- 1984–1985: Charles in Charge (22 Folgen)
- 1985: MacGruder and Loud (eine Folge)
- 1985: T.J. Hooker (eine Folge)
- 1985, 1988: Magnum (Magnum, p.i., 3 Folgen)
- 1986: Chefarzt Dr. Westphall (St. Elsewhere, eine Folge)
- 1986: MacGyver (eine Folge)
- 1986: Matlock (eine Folge)
- 1987: Familienbande (Family Ties, 2 Folgen)
- 1987: Mann muss nicht sein (Designing Women, 2 Folgen)
- 1987: Der Mann vom anderen Stern (Starman, eine Folge)
- 1987: Newhart (eine Folge)
- 1987: Jake und McCabe – Durch dick und dünn (Jake and the Fatman, eine Folge)
- 1987, 1989: Unser lautes Heim (Growing Pains, 4 Folgen)
- 1988: Unser Haus (Our House, eine Folge)
- 1989: Herzschlag des Lebens – Göttinnen in Weiß (Heartbeat, eine Folge)
- 1989: Duet (eine Folge)
- 1989: The Robert Guillaume Show (eine Folge)
- 1989: Doogie Howser, M.D. (eine Folge)
- 1990: Alles Okay, Corky? (Life Goes On, eine Folge)
- 1992: Die Staatsanwältin und der Cop (Reasonable Doubts, eine Folge)
- 1992, 1995: Küß’ mich, John (Hearts Afire, 2 Folgen)
- 1993: Civil Wars (eine Folge)
- 1993: Brooklyn Bridge (2 Folgen)
- 1994: Hör mal, wer da hämmert (Home Improvement, eine Folge)
- 1994: Beverly Hills, 90210 (eine Folge)
- 1995: Partners (eine Folge)
- 1995: Land’s End – Ein heißes Team für Mexiko (Land’s End, eine Folge)
- 1995: Too Something (eine Folge)
- 1996: Superman – Die Abenteuer von Lois & Clark (Lois & Clark: The New Adventures of Superman, eine Folge)
- 1996: Chicago Hope – Endstation Hoffnung (Chicago Hope, eine Folge)
- 1997: Moloney (eine Folge)
- 1998: Palm Beach-Duo (Silk Stalkings, eine Folge)
- 1999: Family Law (eine Folge)
- 2001, 2004: Für alle Fälle Amy (Judging Amy, 2 Folgen)
- 2002: Emergency Room – Die Notaufnahme (ER, eine Folge)
- 2002: Zeit der Sehnsucht (Days of Our Lives, eine Folge)
- 2007: The Circuit (eine Folge)
- 2017–2018: Whatta Lark (5 Folgen)

## Auszeichnungen und Nominierungen
- Los Angeles Drama Critics Circle Award für After the Fall[4]
- Drama-Logue Award für Twelve Angry Men[4]
- Lady Filmmakers Festival: Auszeichnung als bester Kurzfilm für Night Vet[3]
- 2015: The 48 Hour Film Project, Los Angeles – Holiday Edition: Nominierung für den Judges Award in der Kategorie „Best Ensemble Cast“ für Almost Midnight (geteilt mit Kollegen)
- 2018: International Academy of Web Television Awards: Nominierung für den IAWTV Award in der Kategorie „Best Ensemble Performance (Comedy)“ für Whatta Lark (geteilt mit Kollegen)